# Virgariella globigera
Virgariella globigera är en svampart som först beskrevs av Sacc. & Ellis, och fick sitt nu gällande namn av S. Hughes 1953. Virgariella globigera ingår i släktet Virgariella, divisionen sporsäcksvampar och riket svampar.   Inga underarter finns listade i Catalogue of Life.